# Mariusz Masternak
Mariusz Masternak (ur. 12 lutego 1976 w Tychach) – polski piłkarz grający na pozycji obrońcy, zawodnik KS Spójnia Landek.

## Kariera
Jest wychowankiem klubu GKS Tychy U-19, następnie zawodnik klubów CKS Czeladź, Ruchu Chorzów, Pogoni Szczecin, Podbeskidzia Bielsko-Biała, GKS Tychy, Nadwiślana Góra, OKS ZET Tychy, MKS Lędziny, LKS Ogrodnik Cielmice i ponownie OKS ZET Tychy. Od 2020 zawodnik KS Spójnia Landek.
W ekstraklasie zadebiutował jako zawodnik Ruchu Chorzów 27 lutego 1999 na stadionie miejskim w Szczecinie w przegranym 0:1 meczu wyjazdowym przeciwko Pogoni Szczecin, rozegrał całe spotkanie. 
W ekstraklasie rozegrał w sumie 129 meczów i zdobył 1 bramkę. 25 września 2004 w barwach Pogoni Szczecin zdobył gola (74 min., asysta Cláudio Milar) w wygranym 4:2 meczu przeciwko GKS-owi Katowice.